# Mercedes-Benz Clase B
El Mercedes-Benz Clase B es un monovolumen de lujo del segmento C producido por el fabricante de automóviles alemán Mercedes-Benz desde el año 2005. Es un tracción delantera con motor delantero transversal y cinco plazas. Es más costoso que los otros monovolúmenes del segmento C; los más cercanos, como el Volkswagen Touran y el Renault Grand Scénic, tienen siete plazas. Su primer rival directo será el BMW Serie 2 Active Tourer, también de cinco plazas.

## Primera generación (W245, 2005-2011)
En primavera de 2005, la primera generación del Clase B llegaba a Europa. Utilizaba tracción delantera con una construcción de piso "sándwich", suspensión parabólica trasera y un diseño de dos volúmenes, uno para el motor y transmisión y otro para el compartimiento compartido de pasajeros/equipaje. Maximizaba su volumen interior a través de su altura.
Todos los modelos incluían sistemas pasivos de seguridad, incluidos ESP, ABS, control de tracción, sistema de iluminación activa y asistencia de faros. En caso de un impacto frontal, el motor y la transmisión se deslizaban debajo del compartimento de pasajeros.
En 2008 se actualizó con un sistema start-stop y una opción BlueEFFICIENCY. Se agregó una nueva variante NGT, que podría quemar gasolina o gas natural.
En 2011, Mercedes-Benz realizó una gira mundial con tres de sus F-Cell, uno de los cuales era el Clase B. El vehículo a pila de combustible impulsado por hidrógeno fue conducido por más de 30,000 kilómetros en una circunnavegación del mundo, comenzando y terminando en Stuttgart.

### Motorizaciones
Todos sus motores son de cuatro cilindros. Los gasolina son un 1.5 litros de 95 CV de potencia máxima, un 1.7 litros de 116 CV, y un 2.0 litros en variantes atmosférica de 136 CV y con turbocompresor de 193 CV, todos ellos con dos válvulas por cilindro. El Diesel tiene 2.0 litros de cilindrada, inyección directa common-rail y cuatro válvulas por cilindro, existe en variantes con turbocompresor de geometría fija y una potencia máxima de 109 CV, y de geometría variable y 140 CV.
Había 7 motorizaciones, de las cuales 4 eran petroleras, 2 diesel y una NGT. Las versiones B 160 y B 180 cumplían con la normativa Euro V, mientras que los demás se encontraban en la categoría Euro IV. Los modelos venían con cajas manuales de 5 o 6 velocidades, o CVT.
| Periodo                        | 2004-2009                                         | 2009-2012                                         | 2004-2009                                         | 2009-2012                                         | 2008-2009                                         | 2009-2011                                         | 2004-2012                                         | 2005-2010                                         |
| Identificación del motor       | M 266 E 15                                        | M 266 E 15                                        | M 266 E 17                                        | M 266 E 17                                        | M 266 E 17                                        | M 266 E 17                                        | M 266 E 20                                        | M 266 E 20 AL                                     |
| Tipo de motor                  | L4 8v                                             | L4 8v                                             | L4 8v                                             | L4 8v                                             | L4 8v, preparación para gas natural               | L4 8v, preparación para gas natural               | L4 8v                                             | L4 8v, turbo, intercooler                         |
| Diámetro x carrera             | 83.0 mm × 69.2 mm                                 | 83.0 mm × 69.2 mm                                 | 83.0 mm × 78.5 mm                                 | 83.0 mm × 78.5 mm                                 | 83.0 mm × 78.5 mm                                 | 83.0 mm × 78.5 mm                                 | 83.0 mm × 94.0 mm                                 | 83.0 mm × 94.0 mm                                 |
| Cilindrada                     | 1498 cm³                                          | 1498 cm³                                          | 1699 cm³                                          | 1699 cm³                                          | 1699 cm³                                          | 1699 cm³                                          | 2034 cm³                                          | 2034 cm³                                          |
| Relación de compresión         | 11.0: 1                                           | 11.0: 1                                           | 11.0: 1                                           | 11.0: 1                                           | 11.0: 1                                           | 11.0: 1                                           | 11.0: 1                                           | 9.0: 1                                            |
| Potencia máxima: CV (kW) @ rpm | 95 CV (70 kW) @ 5200                              | 95 CV (70 kW) @ 5200                              | 116 CV (85 kW) @ 5500                             | 116 CV (85 kW) @ 5500                             | 116 CV (85 kW) @ 5500                             | 116 CV (85 kW) @ 5500                             | 136 CV (100 kW) @ 5750                            | 193 CV (142 kW) @ 5000                            |
| Par máximo: Nm @ rpm           | 140 Nm @ 3500                                     | 140 Nm @ 3500-4000                                | 155 Nm @ 3500                                     | 155 Nm @ 3500-4000                                | 165 Nm @ 3500-4000                                | 165 Nm @ 3500-4000                                | 185 Nm @ 3500-4000                                | 280 Nm @ 1800-4850                                |
| Tracción                       | Delantera                                         | Delantera                                         | Delantera                                         | Delantera                                         | Delantera                                         | Delantera                                         | Delantera                                         | Delantera                                         |
| Transmisión                    | Manual, 5 velocidades / Automática, 7 velocidades | Manual, 5 velocidades / Automática, 7 velocidades | Manual, 5 velocidades / Automática, 7 velocidades | Manual, 5 velocidades / Automática, 7 velocidades | Manual, 5 velocidades / Automática, 7 velocidades | Manual, 5 velocidades / Automática, 7 velocidades | Manual, 5 velocidades / Automática, 7 velocidades | Manual, 6 velocidades / Automática, 7 velocidades |
| Aceleración 0–100 km/h         | 13.2 s                                            | 13.2 s                                            | 11.3 s                                            | 11.3 s                                            | 12.4 s                                            | 12.4 s                                            | 10.1 s                                            | 7.6 s                                             |
| Velocidad máxima               | 174 km/h                                          | 174 km/h                                          | 184 km/h                                          | 184 km/h                                          | 180 km/h                                          | 180 km/h                                          | 196 km/h                                          | 225 km/h                                          |
| Consumo combinado (L/100 km)   | 6.6                                               | 6.6                                               | 6.6                                               | 6.6                                               | 7.3 (4.9 kg)                                      | 7.3 (4.9 kg)                                      | 7.3                                               | 7.0                                               |

| Periodo                        | 2005-2011                                                  | 2005-2011                                                  | 2005-2011 |           |
| Identificación del motor       | OM 640 DE 20 LA red                                        | OM 640 DE 20 LA                                            |           |           |
| Tipo de motor                  | L4 16v, inyección directa, common-rail, turbo, intercooler | L4 16v, inyección directa, common-rail, turbo, intercooler |           |           |
| Diámetro x carrera             | 83.0 mm × 92.0 mm                                          | 83.0 mm × 92.0 mm                                          |           |           |
| Cilindrada                     | 1991 cm³                                                   | 1991 cm³                                                   |           |           |
| Relación de compresión         | 18.0: 1                                                    | 18.0: 1                                                    |           |           |
| Potencia máxima: CV (kW) @ rpm | 109 CV (80 kW) @ 4200                                      | 140 CV (103 kW) @ 4200                                     |           |           |
| Par máximo: Nm @ rpm           | 250 Nm @ 1600-2600                                         | 300 Nm @ 1600-3000                                         |           |           |
| Tracción                       | Delantera                                                  | Delantera                                                  | Delantera | Delantera |
| Transmisión                    | Manual, 6 velocidades / Automática, 7 velocidades          | Manual, 6 velocidades / Automática, 7 velocidades          |           |           |
| Aceleración 0–100 km/h         | 11.3 s                                                     | 9.6 s                                                      |           |           |
| Velocidad máxima               | 183 km/h                                                   | 200 km/h                                                   |           |           |
| Consumo combinado (L/100 km)   | 5.2-5.3                                                    | 5.2-5.3                                                    |           |           |

## Segunda generación (W246, 2011-2018)
La segunda generación del Clase B (código W246) se presentó al público en el Salón del Automóvil de Frankfurt de 2011 y se puso a la venta en noviembre de ese año.

### Motorizaciones
En su lanzamiento, el motor gasolina fue un cuatro cilindros en línea de 1,6 litros turbo en versiones de 122 y 156 CV, y el Diesel es de OM651 de 1.8 litros , 109 CV y 136CV, y también  2,2 litros 136 CV. Ambos tienen inyección directa y turbocompresor. A partir de 2015 diésel 180d 1,5 litros de 109 de origen Renault.
| Periodo                        | 2015-presente                                     | 2011-2014                                         | 2014-presente                                     | 2011-2014                                         | 2014-presente                                     | 2013-2017                                         | 2013-presente                                 | 2012-presente                                 |
| Identificación del motor       | M 270 DE 16 AL red                                | M 270 DE 16 AL red                                | M 270 DE 16 AL red                                | M 270 DE 16 AL                                    | M 270 DE 16 AL                                    | M 270 DE 20 AL                                    | M 270 DE 20 AL                                | M 270 DE 20 AL                                |
| Tipo de motor                  | L4 16v, inyección directa, turbo, intercooler     | L4 16v, inyección directa, turbo, intercooler     | L4 16v, inyección directa, turbo, intercooler     | L4 16v, inyección directa, turbo, intercooler     | L4 16v, inyección directa, turbo, intercooler     | L4 16v, inyección directa, turbo, intercooler     | L4 16v, inyección directa, turbo, intercooler | L4 16v, inyección directa, turbo, intercooler |
| Diámetro x carrera             | 83.0 mm × 73.7 mm                                 | 83.0 mm × 73.7 mm                                 | 83.0 mm × 73.7 mm                                 | 83.0 mm × 73.7 mm                                 | 83.0 mm × 73.7 mm                                 | 83.0 mm × 92.0 mm                                 | 83.0 mm × 92.0 mm                             | 83.0 mm × 92.0 mm                             |
| Cilindrada                     | 1595 cm³                                          | 1595 cm³                                          | 1595 cm³                                          | 1595 cm³                                          | 1595 cm³                                          | 1991 cm³                                          | 1991 cm³                                      | 1991 cm³                                      |
| Relación de compresión         | 10.3: 1                                           | 10.3: 1                                           | 10.3: 1                                           | 10.3: 1                                           | 10.3: 1                                           | 10.3: 1                                           | 10.3: 1                                       | 10.3: 1                                       |
| Potencia máxima: CV (kW) @ rpm | 102 CV (75 kW) @ 4500-6000                        | 122 CV (90 kW) @ 5000                             | 122 CV (90 kW) @ 5000                             | 156 CV (115 kW) @ 5300                            | 156 CV (115 kW) @ 5300                            | 156 CV (115 kW) @ 5000                            | 184 CV (135 kW) @ 5500                        | 211 CV (155 kW) @ 5500                        |
| Par máximo: Nm @ rpm           | 180 Nm @ 1200-3500                                | 200 Nm @ 1250-4000                                | 200 Nm @ 1250-4000                                | 250 Nm @ 1250-4000                                | 250 Nm @ 1250-4000                                | 270 Nm @ 1250-4000                                | 300 Nm @ 1250-4000                            | 350 Nm @ 1250-4000                            |
| Tracción                       | Delantera                                         | Delantera                                         | Delantera                                         | Delantera                                         | Delantera                                         | Delantera                                         | Total (4MATIC)                                | Delantera / Total (4MATIC)                    |
| Transmisión                    | Manual, 6 velocidades / Automática, 7 velocidades | Manual, 6 velocidades / Automática, 7 velocidades | Manual, 6 velocidades / Automática, 7 velocidades | Manual, 6 velocidades / Automática, 7 velocidades | Manual, 6 velocidades / Automática, 7 velocidades | Manual, 6 velocidades / Automática, 7 velocidades | Automática, 7 velocidades                     | Automática, 7 velocidades                     |
| Aceleración 0–100 km/h         | 10.7 s                                            | 10.4 s                                            | 9.3 s                                             | 8.6 s                                             | 8.6 s                                             | 9.2 s                                             | 7.5 s                                         | 6.5 s                                         |
| Velocidad máxima               | 190 km/h                                          | 190 km/h                                          | 200 km/h                                          | 220 km/h                                          | 220 km/h                                          | 200 km/h                                          | 225 km/h                                      | 240 km/h                                      |
| Consumo combinado (L/100 km)   | 5.5                                               | 6.2                                               | 5.4                                               | 6.2                                               | 6.2                                               | 5.6                                               | 6.5                                           | 6.2                                           |
| Normativa anticontaminación    | Euro 6                                            | Euro 5                                            | Euro 6                                            | Euro 5                                            | Euro 6                                            | Euro 6                                            | Euro 6                                        | Euro 5 / Euro 6                               |

| Periodo                        | 2013-presente                                             | 2013-presente                                             | 2011-2013                                                  | 2011-2014                                                  | 2014-presente                                              | 2012-2014                                                    | 2014-presente                                                |         |
| Identificación del motor       | OM 607 DE 15 LA                                           | OM 607 DE 15 LA                                           | OM 651 DE 18 LA red                                        | OM 651 DE 18 LA                                            | OM 651 DE 22 LA red                                        | OM 651 DE 22 LA                                              | OM 651 DE 22 LA                                              |         |
| Tipo de motor                  | L4 8v, inyección directa, common-rail, turbo, intercooler | L4 8v, inyección directa, common-rail, turbo, intercooler | L4 16v, inyección directa, common-rail, turbo, intercooler | L4 16v, inyección directa, common-rail, turbo, intercooler | L4 16v, inyección directa, common-rail, turbo, intercooler | L4 16v, inyección directa, common-rail, biturbo, intercooler | L4 16v, inyección directa, common-rail, biturbo, intercooler |         |
| Diámetro x carrera             | 76.0 mm × 80.5 mm                                         | 76.0 mm × 80.5 mm                                         | 83.0 mm × 83.0 mm                                          | 83.0 mm × 83.0 mm                                          | 83.0 mm × 99.0 mm                                          | 83.0 mm × 99.0 mm                                            | 83.0 mm × 99.0 mm                                            |         |
| Cilindrada                     | 1461 cm³                                                  | 1461 cm³                                                  | 1796 cm³                                                   | 1796 cm³                                                   | 2143 cm³                                                   | 2143 cm³                                                     | 2143 cm³                                                     |         |
| Relación de compresión         | 15.5: 1                                                   | 15.1: 1                                                   | 16.2: 1                                                    | 16.2: 1                                                    | 16.2: 1                                                    | 16.2: 1                                                      | 16.2: 1                                                      |         |
| Potencia máxima: CV (kW) @ rpm | 90 CV (66 kW) @ 2750-4000                                 | 109 CV (80 kW) @ 4000                                     | 109 CV (80 kW) @ 3200-4600                                 | 136 CV (100 kW) @ 3600-4400                                | 136 CV (100 kW) @ 3200-4000                                | 170 CV (125 kW) @ 3400-4000                                  | 177 CV (130 kW) @ 3600-3800                                  |         |
| Par máximo: Nm @ rpm           | 220 Nm @ 1750-2750                                        | 260 Nm @ 1750-2500                                        | 250 Nm @ 1400-2800                                         | 300 Nm @ 1600-3000                                         | 300 Nm @ 1400-3000                                         | 350 Nm @ 1400-3400                                           | 350 Nm @ 1400-3400                                           |         |
| Tracción                       | Delantera                                                 | Delantera                                                 | Delantera                                                  | Delantera                                                  | Delantera / Total (4MATIC)                                 | Delantera                                                    | Delantera / Total (4MATIC)                                   |         |
| Transmisión                    | Manual, 6 velocidades / Automática, 7 velocidades         | Manual, 6 velocidades / Automática, 7 velocidades         | Manual, 6 velocidades / Automática, 7 velocidades          | Manual, 6 velocidades / Automática, 7 velocidades          | Manual, 6 velocidades / Automática, 7 velocidades          | Automática, 7 velocidades                                    | Automática, 7 velocidades                                    |         |
| Aceleración 0–100 km/h         | 14.0 s                                                    | 11.6 s                                                    | 10.9 s                                                     | 9.5 s                                                      | 9.9 s                                                      | 8.3 s                                                        | 8.3 s                                                        |         |
| Velocidad máxima               | 180 km/h                                                  | 190 km/h                                                  | 190 km/h                                                   | 210 km/h                                                   | 210 km/h                                                   | 220 km/h                                                     | 224 km/h                                                     |         |
| Consumo combinado (L/100 km)   | 4.1-4.5                                                   | 4.1-4.5                                                   | 4.4-4.6                                                    | 4.4-4.6                                                    | 4.3                                                        | 4.4-4.6                                                      | 4.1-4.3                                                      | 4.1-4.3 |
| Normativa anticontaminación    | Euro 5 / Euro 6                                           | Euro 5 / Euro 6                                           | Euro 5                                                     | Euro 5                                                     | Euro 6                                                     | Euro 5                                                       | Euro 6                                                       |         |

## Clase B Electric Drive

### Vista general

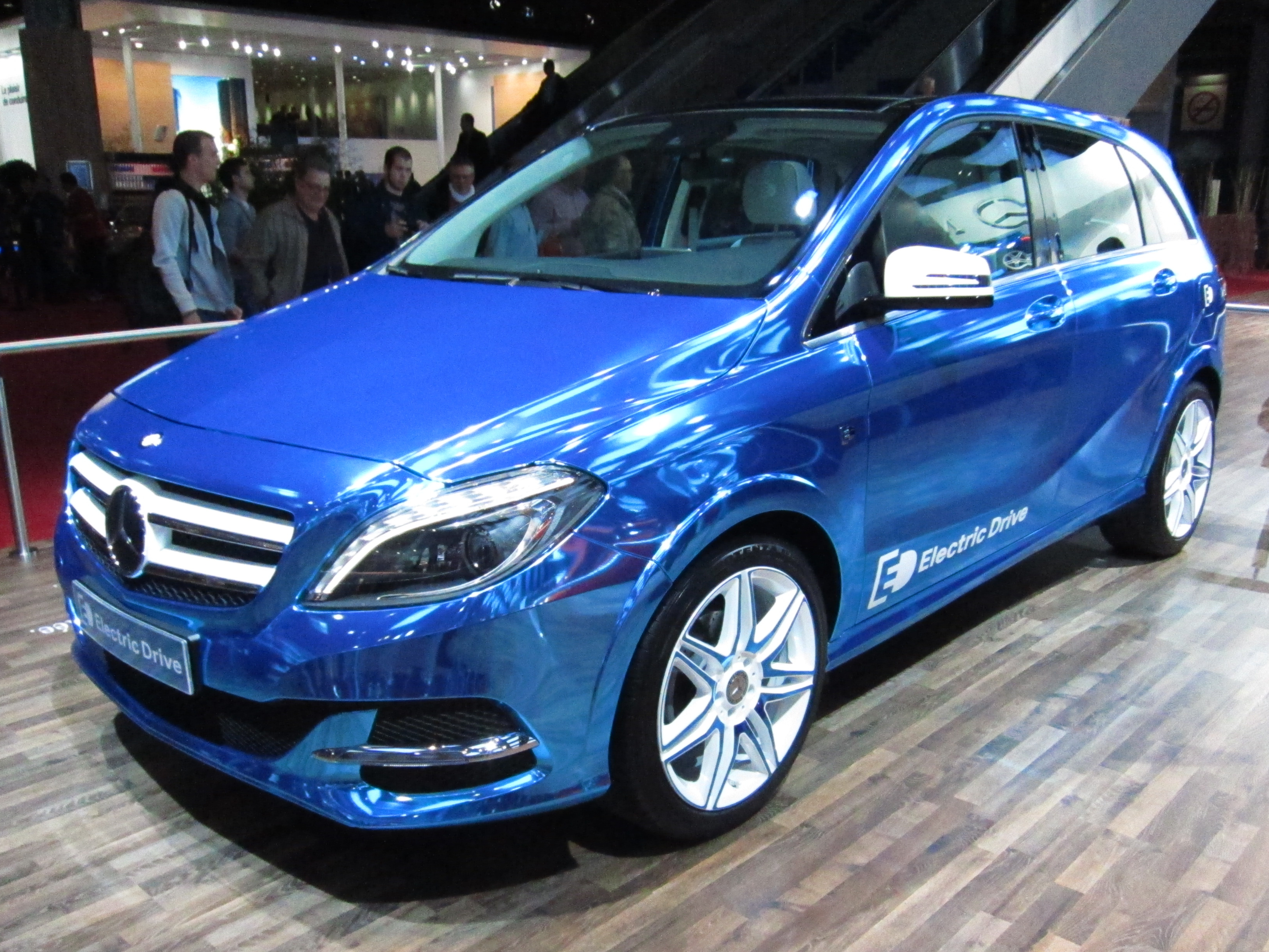
Mercedes-Benz Clase B eléctrico

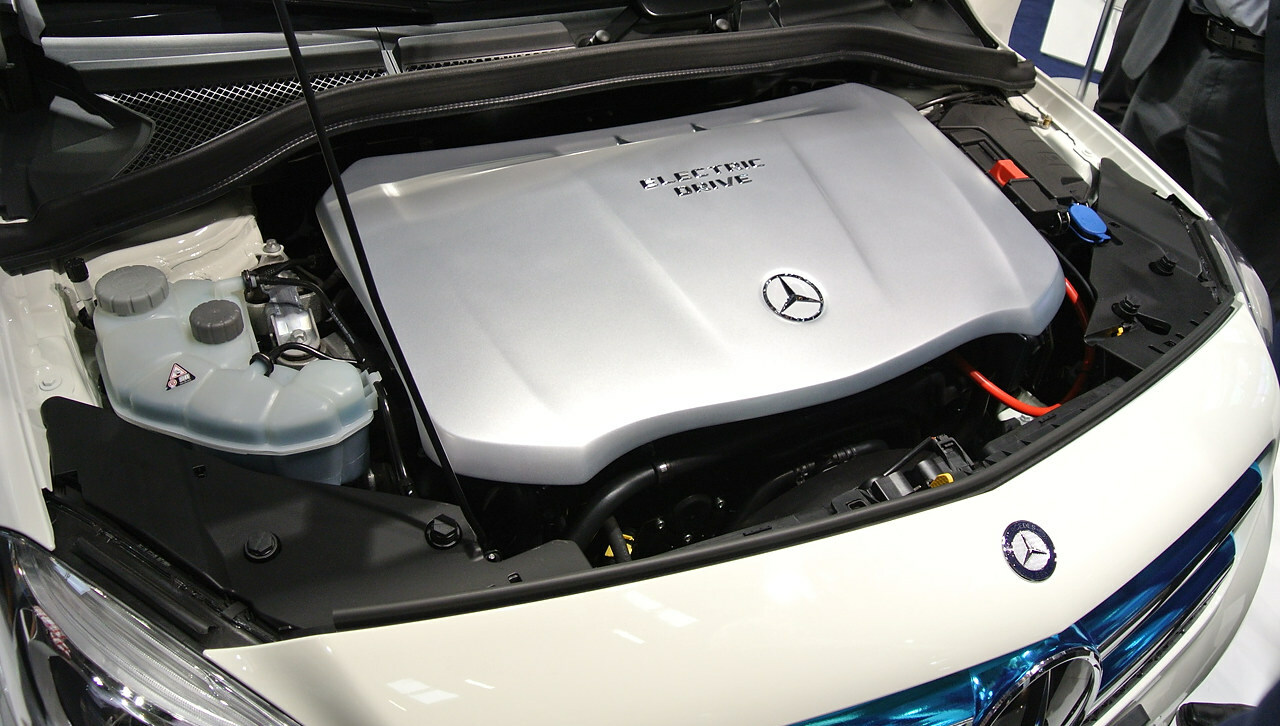
Motor eléctrico

Tiene un motor eléctrico delantero de 132 kW (179 CV) y 340 N·m alojado en la parte delantera.
Tiene una transmisión fija del tipo caja reductora.
El coeficiente de resistencia aerodinámica es de 0,28.
El peso en vacío es de 1725 kg.
Usa neumáticos 225/45 R 18.
Los frenos delanteros son de discos ventilados y los traseros de discos macizos.
El diámetro de giro es de 11 metros.
En diciembre de 2014 comenzó a venderse en Alemania desde 39 151 euros. En España se iniciaron las ventas en enero de 2015 a partir de 43 000 euros.

### Prestaciones
La velocidad máxima es de 160 km/h.
Acelera de 0 a 60 km/h en 3,9 segundos.
Acelera de 0 a 100 km/h en 7,9 segundos.

### Batería
La batería de iones de litio de 36 kWh (usables de 28 kWh a 33 kWh) ubicada en el suelo le proporciona una autonomía de 140 km en el ciclo EPA y 200 km en el ciclo NEDC. Está fabricada por Tesla Motors.

### Autonomía
La opción Range Plus permite la utilización de 33 kWh en lugar de los 28 kWh de la versión básica. En los dos casos la capacidad total de la batería es de 36 kWh pero con el fin de prolongar la vida de la batería no se permite que el 100% de la capacidad de batería sea utilizable en el funcionamiento del vehículo. Con la opción Range Plus la autonomía EPA es de 160 km.
Mercedes anuncia una autonomía de 200 km y de 230 km con la opción Range Plus.
Las baterías van alojadas debajo del habitáculo por lo que el maletero mantiene una capacidad de 501 litros y de 1456 litros con los asientos traseros abatidos.

### Recarga

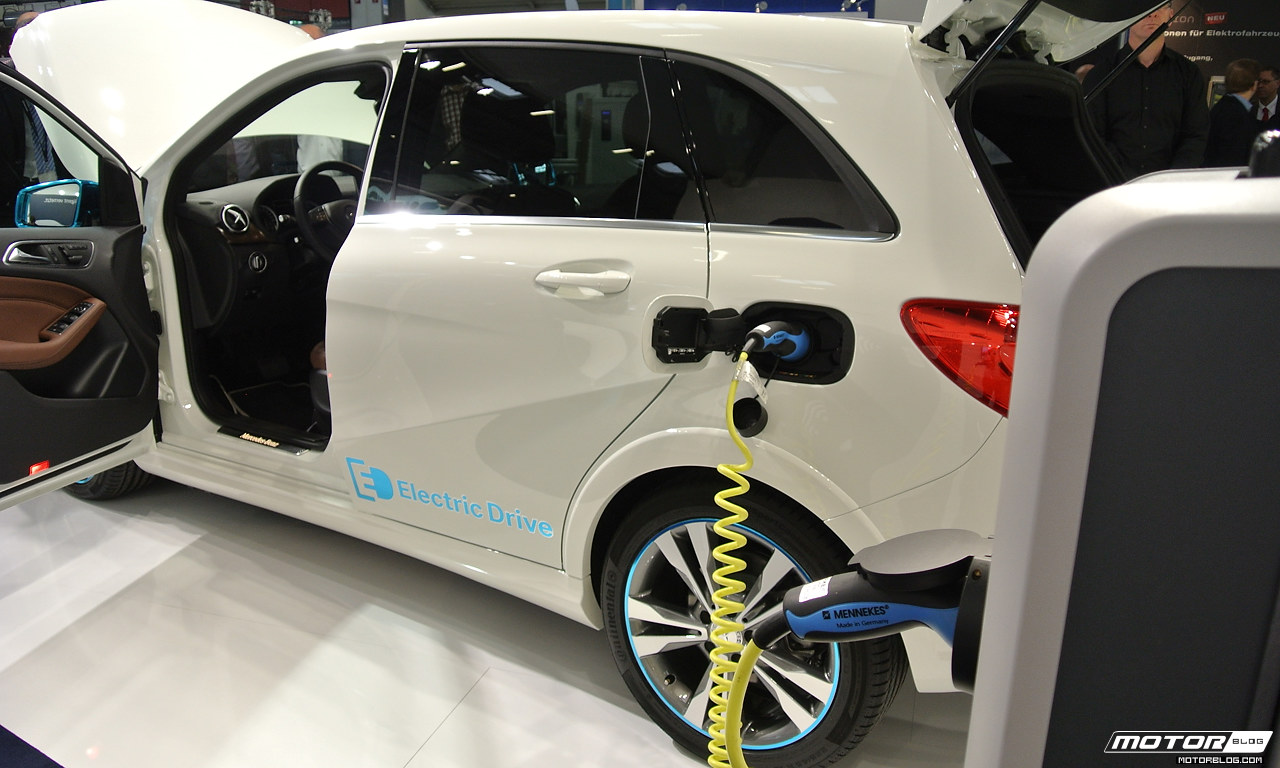
Con el cable de recarga.

La recarga completa en WallBox (400 V/16 A) tarda tres horas.
La recarga en un enchufe doméstico (230 V/13 A) tarda 9 horas.

### Conducción

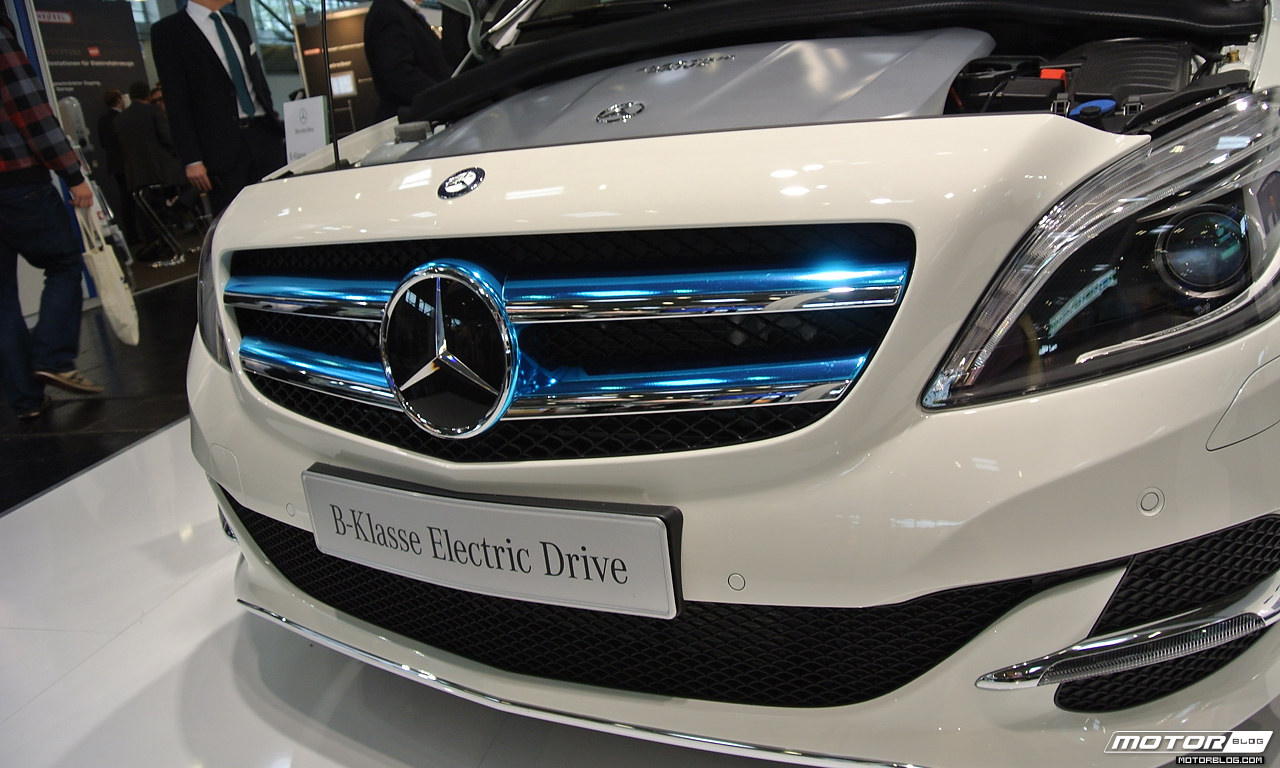
Mercedes-Benz Clase B eléctrico

Es posible elegir entre tres modos de marcha diferentes (E+, E y S) para una conducción especialmente eficiente, confortable o deportiva.
Modo Economy Plus (E+): La reducción de la potencia a 70 kW facilita un estilo de conducción especialmente económico, más homogéneo, y la velocidad máxima se limita a unos 110 km/h.
Modo Economy (E): La potencia se reduce a 100 kW, si bien el conductor puede reclamar la máxima potencia accionando la función kick-down.
Modo Sport (S): Puede aprovecharse la potencia máxima del sistema. Un diagrama característico más deportivo del acelerador (mapeo) facilita adicionalmente una conducción deportiva.

### Telemática
El servicio Remote Online de Mercedes tiene acceso al vehículo utilizando el smartphone. Puede consultar el estado de carga de la batería, puede refrigerar o caldear el vehículo antes de iniciar la marcha y puede planificar una ruta en el display teniendo en cuenta las estaciones de carga disponibles. También puede ubicar la situación geográfica del vehículo y efectuar un seguimiento remoto.

### Seguridad

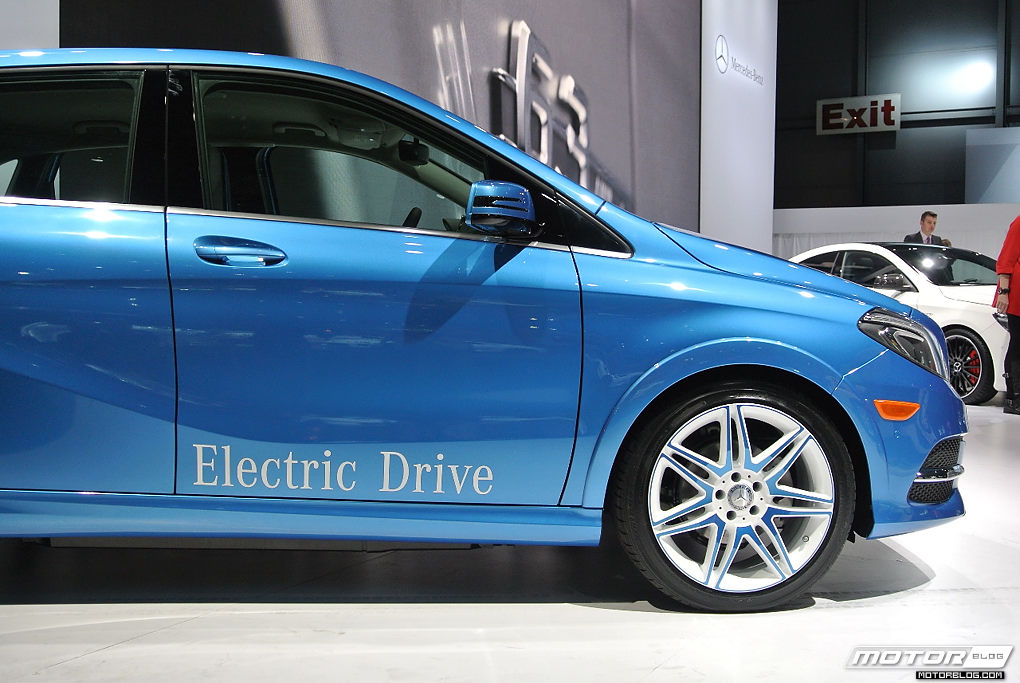
Mercedes-Benz Clase B eléctrico

El equipamiento de serie incluye el Collision Prevention Assist Plus.
Es un sistema de advertencia por distancia basada en radar. El sistema advierte al conductor mediante una señal óptica cuando la distancia con el vehículo precedente se reduce peligrosamente. Si se detecta peligro de colisión se emite una advertencia acústica, y el sistema puede reforzar la acción de frenado del conductor; si éste no reacciona, puede reducir también de forma autónoma la velocidad.
Si la separación respecto al vehículo delantero es menor que la distancia de seguridad durante varios segundos al circular en la gama de velocidad de 30 a 160 km/h, se muestra un testigo de advertencia en el cuadro de instrumentos. Si disminuye rápidamente la separación, se emite además una advertencia acústica.
El sistema detecta peligro de colisión con objetos en movimiento en la gama de velocidad de 7 a 160 km/h o con obstáculos estacionarios en la gama de 7 a unos 70 km/h. En estos casos, el servofreno de emergencia adaptativo asiste al conductor en el frenado de emergencia.
Este equipo aumenta en caso necesario la presión de frenado para intentar evitar el alcance. Si el conductor no actúa, el sistema inicia automáticamente un frenado parcial. De ese modo disminuye ya claramente la velocidad. Si la velocidad relativa es reducida, esta intervención puede ser suficiente para evitar una colisión por alcance.
A diferencia del campo de utilización del servofreno de emergencia adaptativo, el frenado parcial autónomo ante objetos en movimiento está disponible sólo hasta una velocidad de 105 km/h.

## Tercera generación (W247; 2018-presente)
El Clase B de tercera generación se presentó en el Salón del Automóvil de París el 2 de octubre de 2018.
El diseño se mejoró con un voladizo delantero mucho más corto. Hay tres opciones de sistema de infoentretenimiento disponibles, con modelos de serie que contienen pantallas duales de siete pulgadas. Está disponible una pantalla de siete pulgadas con la pantalla más grande de 10,25 pulgadas, y los modelos de primer nivel obtienen un par de pantallas grandes. Está alimentado por un sistema completo de información y entretenimiento MBUX, que brinda a los compradores de Clase B acceso a sus funciones a través de una pantalla táctil estándar. Funciones como el control de voz inteligente, la realidad aumentada y una pantalla de visualización frontal son opcionales. Se eliminó el modelo totalmente eléctrico, pero se introdujo una opción híbrida enchufable. El híbrido enchufable viene con una batería de 10,9 kWh que, opcionalmente, admite la carga de CC y ofrece una autonomía de ciclo combinado WLTP de 66 km.